# 카를로스파 전쟁

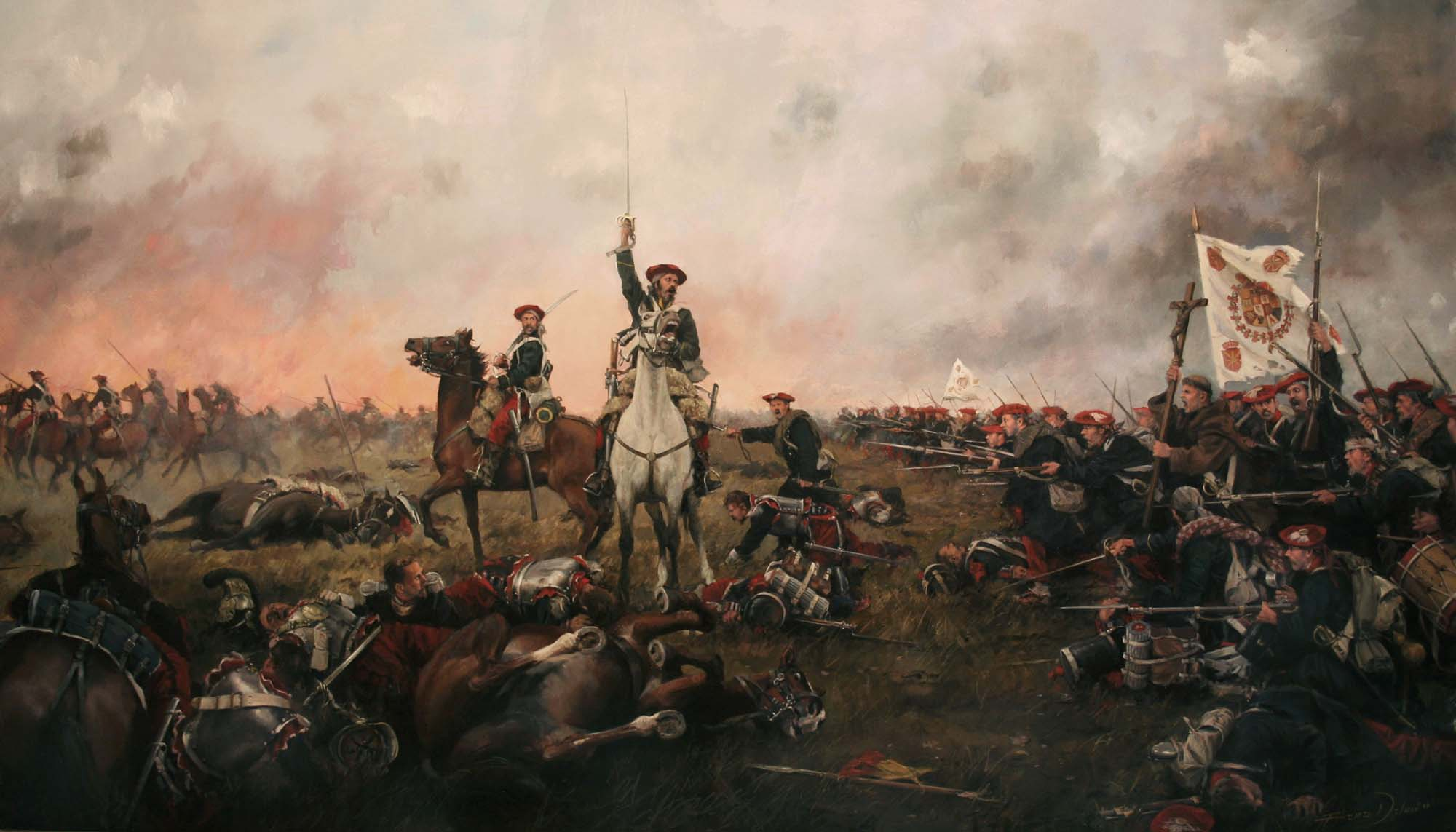

카를로스파 전쟁(스페인어: Guerras Carlistas 게라스 카를리스타스[*])은 19세기 스페인에서 벌어진 일련의 내전들을 말한다. 카를로스 데 몰리나 백작 및 그 후손들의 왕위계승권을 주장한 카를로스파는 정통주의를 기치로 내걸고 자유주의, 이후에는 공화주의 및 세속주의를 적대하며 당대의 스페인 정부에 반란을 일으켰다.
1833년 페르난도 7세가 사망하자 그의 제4왕비인 마리아 크리스티나 디 양시칠리아 왕녀가 3살짜리 딸 이사벨 2세를 옹립시키고 자신이 대비로서 섭정이 되었다. 여기에 반발하여 페르난도 7세의 동생이자 전전대 왕 카를로스 4세의 차남인 카를로스 백작을 왕위에 올려야 한다는 파벌이 생겨났고, 이들이 카를로스파가 되었다. 마리아 크리스티나 대비 및 이사벨 여왕을 지지한 자들은 크리스티나파 또는 이사벨파라고 했으며, 주로 자유주의자들 세력이었다. 한편 카를로스파는 살리카법을 복구시켜 여성 계승권을 차단하고 전제군주제로의 회귀를 원했다.
카를로스파와 이사벨파 사이의 전쟁은 19세기에 크게 세 차례 일어났다. 경우에 따라서는 스페인 내전도 네 번째 카를로스파 전쟁이라고 보기도 한다.
- 제1차 카를로스파 전쟁(1833년–1840년): 카를로스 데 몰리나 백작을 왕위에 올리고자 한 내전.[1] 주 전장은 카를로스파의 본진인 바스크, 아라곤, 카탈루냐, 발렌시아.
- 제2차 카를로스파 전쟁(1846년–1849년): 카를로스 데 몬테몰린 백작을 왕위에 올리고자 한 내전. 전장은 카탈루냐. 라몬 마리아 나바에스 데 발렌시아 공작에 의해 진압.
- 제3차 카를로스파 전쟁(1872년–1876년): 1868년 이사벨 2세가 자유주의자 장군들의 쿠데타로 폐위되고 국외추방되었다. 의회는 이탈리아왕 비토리오 에마누엘레 2세의 차남인 아오스타 공작 아마데오를 옹립했다. 1872년 선거에서 카를로스파 후보들이 폭력을 당하자 의회투쟁으로 왕위를 찾을 수 없다고 판단한 카를로스 데 마드리드 공작이 무력 궐기하여 내전이 개시되었다.
- 스페인 내전(1936년–1939년): 카를로스파는 스페인 제2공화국 정부의 공화주의, 세속주의를 적대하며 군주주의, 가톨릭 교권주의를 주장해 국민파 측에 가담했다. 하지만 국민파 총사령 프란시스코 프랑코는 카를로스파를 경계하여 카를로스파 민병대 및 정당들을 국민운동에 흡수시켜 버렸다.